# My Love, My Life
"My Love, My Life" (Meu amor, minha vida), originalmente "Monsieur, Monsieur", é uma canção gravada pelo grupo ABBA para o álbum Arrival. Foi uma das últimas músicas a ser gravada para o álbum. Agnetha Fältskog é a vocalista principal e Björn Ulvaeus disse ser essa, a canção que mostra o melhor desempenho da pureza vocal de Agnetha. 
Suas gravações começaram em 20 de agosto de 1976 e foi escrita por Benny Andersson, Stig Anderson e Björn Ulvaeus.  A versão intitulada "Monsieur, Monsieur", gravada antes de "My Love, My Life", permanece inédita.

## Versões cover
- A cantora Elaine Paige gravou uma nova versão da música (reintitulada "Like An Image Passing By") para a edição em inglês do estágio musical Abbacadabra. Também foi lançada como um single.
- Hazell Dean gravou uma versão em seu álbum de tributo ao ABBA, lançado em 1996, The Winner Takes It All / Hazell Dean Sings Abba.
- A banda da Nova Zelândia, Bike, incluiu um conver da canção na compilação Abbasalutely.